# Omiodes ochracea
Omiodes ochracea là một loài bướm đêm trong họ Crambidae.